# Buna je počela!
Buna je počela je naziv prvog albuma srpske hevi metal grupe Seljačka buna, koji je objavljen početkom novembra 2011. za onlajn etiketu SMP Music (Serbian metal portal). Album je sniman u studiju Blaze (Blejz) na Novom Beogradu, u periodu između oktobra 2010. i juna 2011. Miks i produkciju albuma obavio je gitarista Stevan Radoičić. Za pesmu Hevi metal je to! snimljen je spot, i objavljen je paralelno sa albumom.

## Spisak pesama
1. Hevi metal je to
2. Nije htela
3. ...upijev
4. Seljačka Buna Kru Junajted
5. Cica maca kolo (skit)
6. Gotik cica maca
7. Devojka sa gotik nogama
8. Svinjokolj
9. Mi smo drvoseče
10. Dabrovi
11. Ponovni dolazak
12. Pank šlager
13. Promo